# Stellar (группа)
Stellar (кор. 스텔라) — южнокорейская гёрл-группа, сформированная в 2011 году компанией The Entertainment Pascal. Финальный состав коллектива состоял из 4 участниц: Минхи, Хёын, Соён и Минхён. Лисыль и Чжоа покинули группу в начале 2012 года и на их место пришли Минхи и Хёын, а Соён и Ынхён присоединились к группе в 2017 году.
Дебютировав в августе 2011 года с синглом «Rocket Girl», группа получила успех в феврале 2014 года с дебютным мини-альбомом Marionette и одноимённым синглом, который вызвал неоднозначную реакцию у публики из-за спорного сексуального концепта. Во время фантиминга 25 февраля 2018 года Stellar объявили, что уходят из агентства, а группа будет расформирована.

## Карьера

### 2011—14: Формирование, дебют и изменения в составе

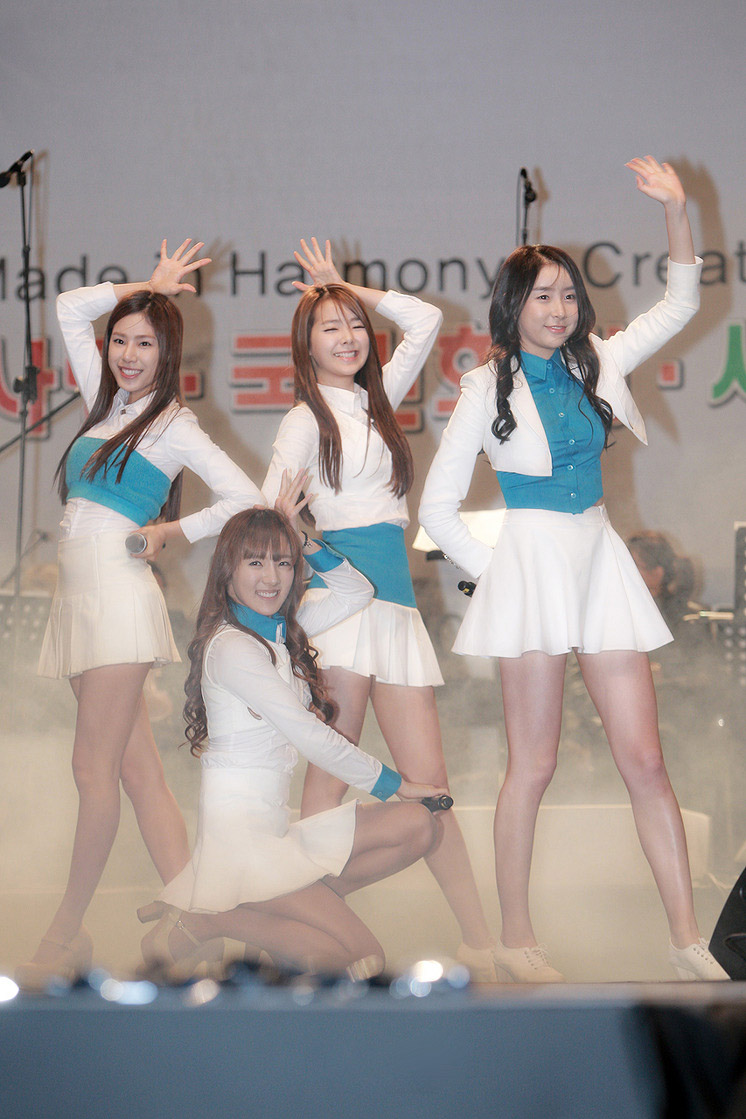
Stellar выступают на Военном мемориале Республики Корея, октябрь 2012 года

Формирование Stellar началось в начале 2010 года, когда было объявлено, что одна из трейни, Ким Га Ён, подписала эксклюзивный контракт с The Entertainment Pascal; будущую группу должен был продюсировать один из участников Shinhwa, Эрик Мун. Несмотря на то, что изначально ходили слухи о дебюте группы из 6 участниц, финальный состав на момент дебюта состоял из 4 человек: Гаён, Чонюль, Лисыль и Чжоа. 23 августа был выпущен цифровой сингл «Rocket Girl», а 25 августа состоялось первое выступление на M!Countdown. Клип на песню впоследствии был запрещён для вещания на KBS из-за сексуальных сцен (участницы танцуют в леггинсах) и сцен с оружием, и позднее его отредактировали. В Gaon Digital Chart по результатам первой недели песня дебютировала на 143 месте; цифровой индекс составил более 1,7 миллиона.
27 января 2012 года стало известно, что Лисыль и Чжоа покидают группу, чтобы сформировать дуэт Honey Dew. 8 февраля был выпущен второй цифровой сингл «U.F.O», в записи которого приняли участие две новые участницы — Минхи и Хёын. Песня не смогла дебютировать в цифровом чарте Gaon. 11 июля 2013 года был выпущен третий цифровой сингл «Study».
12 февраля 2014 года был выпущен дебютный мини-альбом Marionette. Группу раскритиковали за намеренное использование сексуального концепта для привлечения внимания публики и увеличения продаж; на Facebook фанаты оценивали тизеры участниц, чтобы в дальнейшем получить больше фотографий разных частей их тел. Видеоклип также раскритиковали за рейтинг 19+ и наличие сцен с сексуальным подтекстом, а хореографию для выступлений на телевидении пришлось изменить. Одноимённый сингл, несмотря на негативную реакцию общественности, стал самым успешным в карьере Stellar, дебютировав в топ-40 цифрового чарта и в чарте Korea K-Pop Hot 100. 21 августа был выпущен четвёртый цифровой сингл «마스크 (Mask)».

### 2015—16: Прорыв в карьере и японский дебют
9 марта 2015 года был выпущен пятый цифровой сингл «멍청이 (Fool)». 20 июля состоялся релиз шестого цифрового сингла «떨려요 (Vibrato)», который вновь был раскритикован за использование чрезмерно сексуального концепта. Участницы группы, тем не менее, заявили, что видеоклип является отражением уникальной индивидуальности. В начале августа видеоклип также был выпущен в формате виртуальной реальности.
18 января 2016 года был выпущен второй мини-альбом Sting. Средства на создание альбома были собраны при помощи фонда MakeStar. Концепция альбома значительно отличалась от предыдущих работ группы; Stellar решили предстать перед публикой в менее провокационном образе. 22 апреля Stellar отыграли первый концерт в Сеуле. 18 июля был выпущен седьмой цифровой сингл «Cry». Камбэк также был поддержан сборами на MakeStar. 27 августа состоялся шоукейс в Токио, а 24 декабря был проведён первый японский концерт.

### 2017—18: Изменения в составе и расформирование
В конце 2016 года был открыт сбор средств для будущего камбэка Stellar, который собрал свыше 1000 % от изначально заявленной суммы. 26 марта 2017 года Stellar стали первой корейской гёрл-группой, отыгравшей концерт в Бразилии; 19 и 20 мая состоялись концерты в Токио. Также 20 мая была представлена новая, пятая участница группы — Соён. 27 июня был выпущен третий мини-альбом Stellar Into the World. 22 августа стало известно, что Гаён и Чонюль покинут группу и агентство по истечении сроков контрактов. 25 августа в группу была добавлена ещё одна новая участница — Ынхён. 28 августа Stellar провели концерт, посвящённый шестилетию со дня дебюта.
25 февраля 2018 года Stellar провели последний фанмитинг и объявили о расформировании.

## Участницы

### Финальный состав
| Псевдоним | Псевдоним | Настоящее имя | Настоящее имя | Дата рождения | Позиция в группе                                |
| Русский   | Хангыль   | Русский       | Хангыль       | Дата рождения | Позиция в группе                                |
| --------- | --------- | ------------- | ------------- | ------------- | ----------------------------------------------- |
| Минхи     | 민희      | Чу Мин Хи     | 주민희        | 03.01.1993    | Ведущая вокалистка, ведущий танцор, лицо группы |
| Хёын      | 효은      | Ли Хё Ын      | 이효은        | 16.03.1993    | Главная вокалистка                              |
| Соён      | 소영      | Им Со Ён      | 임소영        | 09.09.1993    | Вокалистка                                      |
| Ынхён     | 영흔      | Го Ын Хён     | 고영흔        | 20.11.1994    | Вокалистка, маннэ                               |

### Бывшие участницы
| Псевдоним | Псевдоним | Настоящее имя | Настоящее имя | Дата рождения | Позиция в группе                                     |
| Русский   | Хангыль   | Русский       | Хангыль       | Дата рождения | Позиция в группе                                     |
| --------- | --------- | ------------- | ------------- | ------------- | ---------------------------------------------------- |
| Лисыль    | 이슬      | Ким Ли Сыль   | 김이슬        | 14.06.1990    | Лидер, главная вокалистка                            |
| Гаён      | 가영      | Ким Га Ён     | 김가영        | 02.12.1991    | Лидер, вокалистка, вижуал                            |
| Чонюль    | 전율      | Чон Ю Ри      | 전유리        | 20.03.1994    | Главный танцор, главный рэпер, саб-вокалистка, маннэ |

## Имидж
```
«Видеоклип был поводом для споров. Люди реагировали лишь на провокационный концепт. Когда я говорила, что не хочу этого делать, мне отвечали: «Ты должна думать о своём контракте», и в юном возрасте это пугало меня. Я переживала, что моих родителей спрашивали, почему их дочь делает такое, и они расстраивались»
```

В декабре 2018 года Гаён дала интервью для портала InSight, где рассказала о продвижении Stellar и о том, как им приходилось выполнять поручения руководства. Так, видеоклип «Marionette», ставший самым противоречивым и обсуждаемым в 2014 году, содержал в себе множество сцен с сексуальным подтекстом. Во время съёмок сцен с одной из участниц она должна была выпить молоко, и по указанию режиссёра пролила его. Позднее, когда клип вышел в сети, по множеству комментариев стал понятен смысл данного фрагмента, и с тех пор участница, снимавшаяся в этой сцене, больше никогда не пила молоко. Также Гаён рассказала, что участниц принуждали к сексуальному концепту из-за финансовых трудностей в агентстве, что группе не нравилось, но у них не было выбора, так как контракты на тот момент всё ещё были действительны.
В январе 2019 года стало известно, что за всё время работы в группе каждая участница заработала около 9 тысяч долларов.

## Дискография

### Мини-альбомы
- Marionette (2014)
- Sting (2016)
- Stellar Into the World (2017)

## Концерты
- Stellar 1st Concert (22 апреля 2016 года)
- Stellar 2nd Concert: After Story (3 декабря 2016 года)
- Stellar Japan Concert (24 декабря 2016 года)
- FEELZ — Special Stellar in Brazil (26 марта 2017 года)
- Interstellar: Time Travel Through 6 Years (28 августа 2017 года)

## Награды и номинации

### Golden Disk Awards
| Год  | Номинируемая работа | Категория                             | Результат |
| ---- | ------------------- | ------------------------------------- | --------- |
| 2012 | Stellar             | Новичок Года                          | Номинация |
| 2012 | Stellar             | Награда за популярность               | Номинация |
| 2012 | Stellar             | Награда за международную популярность | Номинация |
| 2012 | Stellar             | QQ Hot Trend Golden Disc Award        | Номинация |

### Mnet Asian Music Awards
| Год  | Номинируемая работа | Категория                   | Результат |
| ---- | ------------------- | --------------------------- | --------- |
| 2011 | Stellar             | Лучший Новый Женский Артист | Номинация |
| 2011 | Stellar             | Артист Года                 | Номинация |